# Jirasak Kumthaisong
Jirasak Kumthaisong (thailändisch จิระศักดิ์ กุมไธสง, * 25. Mai 1999) ist ein thailändischer Fußballspieler.

## Karriere
Jirasak Kumthaisong steht seit 2020 beim Samut Sakhon FC unter Vertrag. Wo er vorher gespielt hat, ist unbekannt. Der Verein aus Samut Sakhon spielte in der zweithöchsten thailändischen Liga, der Thai League 2. Sein Zweitligadebüt gab er am 12. September 2020 im Heimspiel gegen den Phrae United FC. Hier wurde er in der 83. Minute für Somchay Madlad eingewechselt. Für Samut Sakhon bestritt er 23 Ligaspiele. Am Ende der Saison 2020/21 musste er mit dem Verein in die dritte Liga absteigen. Nach dem Abstieg verließ er den Verein und schloss sich dem Drittligisten Singha Golden Bells Kanchanaburi FC aus Kanchanaburi an. Neunmal stand er mit Klub in der Western Region der dritten Liga auf dem Spielfeld. Zur Rückrunde 2021/22 wechselte er im Dezember 2021 zum ebenfalls in Kanchanaburi beheimateten Zweitligisten Muangkan United FC. Für Muangkan bestritt er ein Zweitligaspiel. Im Sommer 2022 verpflichtete der Drittligist Dragon Pathumwan Kanchanaburi FC. Mit dem Klub spielt er in der Western Region der Liga. Mit dem Verein feierte er am Ende der Saison 2022/23 die Meisterschaft und den anschließenden Aufstieg in die zweite Liga. Am 15. Juni 2024 stand er mit Kanchanaburi im Finale des FA Cup. Das Spiel gegen den Erstligisten Bangkok United verlor man nach Elfmeterschießen. Nach insgesamt 41 Ligaspielen wurde sein Vertrag im Dezember 2024 nicht verlängert. Im Januar 2025 nahm ihn der Zweitligist Chanthaburi FC unter Vertrag.

## Erfolge
Dragon Pathumwan Kanchanaburi FC
- Thai League 3 – West: 2022/23  ▲
- Thailändischer Pokalfinalist: 2023/24